# イヌクグ
イヌクグまたはクグは、乾燥したところに生えるカヤツリグサ属の植物。傘のように広がる苞とブラシ状の穂が特徴。シュロガヤツリを小さくしたようにも見える。ただし小穂の構造はやや特殊。

## 特徴
イヌクグ Cypress cyperoides (L.) O. Kuntze は、単子葉植物カヤツリグサ科カヤツリグサ属の多年草。丈夫な草である。全体に緑から黄緑で強いつやがある。
茎の地下部は卵形にふくらんで根茎となっており、明るい褐色の鞘に包まれる。根茎は地上部が枯れても数年にわたって残る。したがって、地下では小さな株ならば数個の根茎が数珠繋ぎになって葉のある根茎につながっており、大きい株ではそれがさらに枝分かれをして大きな塊になり、あちこちから葉を出している。根茎の先端からは少数の茎を束にして出す。根出葉は幅3-6mm、線形だがあまり長くなく、外側にそる。縁は少しざらつく。花茎が成長した後も根出葉はしっかり残っている。
花茎は8-10月に出る。ほぼ直立するか、やや斜めに出て、高さは30-80cm。断面はいちおう三角形ではあるが、それぞれの面は丸みを帯び、角は特に角張ってはいなくて表面はなめらかになっている。その先端に単一の花序がつく。花序の下には葉状の苞葉があり、それらは花序より長く、長さはバラバラだがいずれも斜め上に出て真っ直ぐ伸び、全体として花序を受ける受け皿のようになる。その様子はややまばらながらシュロガヤツリに少し似ている。なお、方の縁も少しざらつく。
花序は小穂のつく枝が5-15本集まった構造で、それぞれの枝には小穂が周囲に一面について、その様子は瓶洗いのブラシに似る。若いときは小穂は軸に斜めに出るが、成熟すると開出する傾向がある。それらの枝はやや伸びて小穂のつく部分の長さは1.5-3cm、それに数cmの柄があることもあり、密集して頭状に近くなることもある。
小穂は線形で長さ4-5mm、全体に緑色か、多少黄色みを帯びる。断面はほぼ円形で、鱗片はそれに巻き付くようにつく。小花は1-2個のみを含む。果実は長楕円状線形で、長さ2mm。柱頭は3個。小穂の基部には関節があり、熟すとここで折れて小穂全体が脱落する、その結果、花茎の先端には苞葉とその内側に棒だけになった軸が残る。なかなかにわびしい景色である。

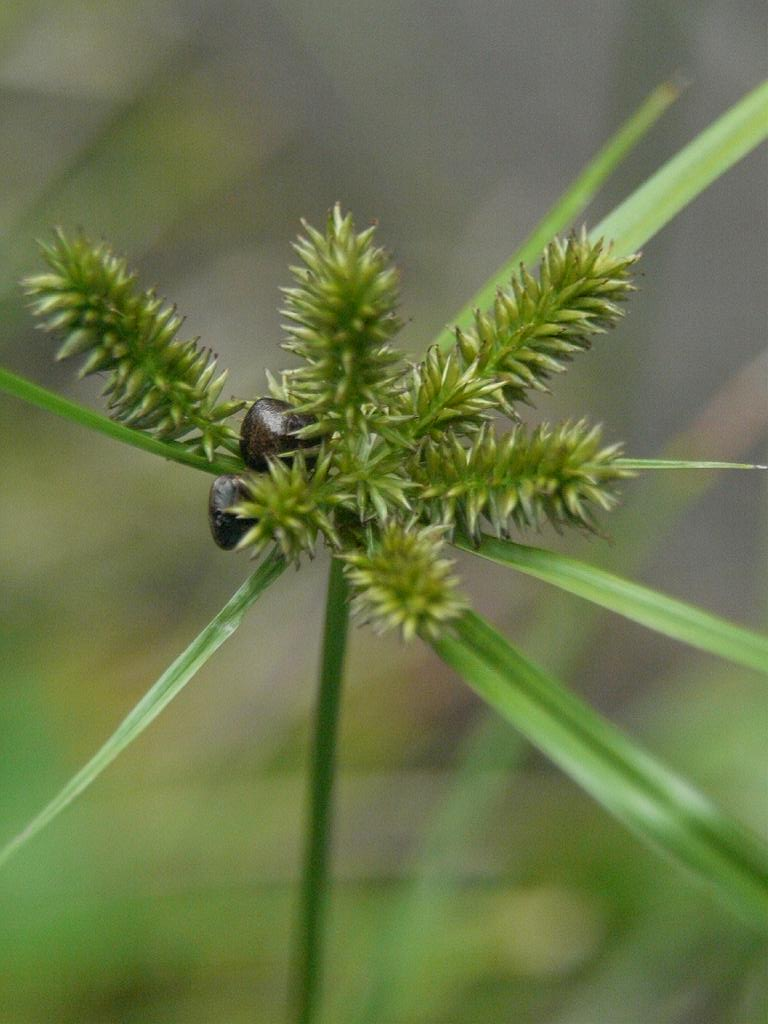
花序の拡大・黒っぽい丸いのはマルカメムシ

## 生育環境
低地の乾燥した草地に生える。畑の周辺や、乾燥した道路脇などにもよく見られる。あまり都会では見られず、農村地帯から山際に多い。

## 分布
本州南部から四国、九州、琉球列島に産する。本州では関東地方南部、近畿地方南部と中国地方での見知られる。国外では朝鮮南部、台湾、中国からインドネシア、インド、アフリカに渡って分布する。

## 分類
小穂がその基部で折れる性質は一般のカヤツリグサ属にはない特徴である。そのため、これをイヌクグ属 Mariscus とすることもあった。同様の性質を持つものにヒメクグ（ヒメクグ属 Kyllinga とすることも）があるが、柱頭が２個であることで異なる。またキンガヤツリ（ムツオレガヤツリ属 Torulinium とも）は関節が小穂の基部だけでなく、小花の間にもあり、小穂はバラバラに折れる。
近縁なものは日本本土にはほかにない。ただしオニクグ C. javanicus が一部で帰化して発見された記録がある。琉球列島などには近縁のビトウクグ C. compactus やタイワンクグ C. cyperinus が知られている。

## 利害
利用される話は聞かない。
雑草に類するものではあるが、あまり広がらず、繁茂することもない。ただし地下茎があり。草全体がしっかりしているので抜くのは大変である。この種が生えているところは乾燥していて往々にして土質も硬くて、なお困難に拍車をかける。